# Darío Sand
Darío Ignacio Sand (Bella Vista, Corrientes, Argentina; 4 de febrero de 1988) es un futbolista argentino. Juega de arquero en San Martín de Tucumán, de la Primera Nacional.

## Carrera

### Inicios
Hizo inferiores en River Plate, al igual que su hermano José Sand, y tuvo la posibilidad de atajar en 13 partidos para la Reserva. En 2008 quedó libre.

### Rampla Juniors
Llegó libre desde River Plate a Rampla Juniors de Uruguay, pero no tuvo minutos.

### Huracán de Tres Arroyos
Como no tuvo participación en el club uruguayo, Sand se convirtió en refuerzo de Huracán de Tres Arroyos, equipo del Torneo Argentino A. Jugó apenas 4 partidos en el campeonato.

### Deportivo Roca
Al no tener participación en el club de Tres Arroyos, Sand se convirtió en refuerzo de Deportivo Roca, que en 2010 se encontraba disputando el Torneo Argentino B.
En su estadía en el club patagónico, jugó 84 partidos y convirtió 1 gol de penal, frente a Independiente de Neuquén.

### Libertad de Sunchales
Su buen paso por la Patagonia hizo que Libertad de Sunchales pose sus ojos en él y lo contrate en 2013 para disputar el Torneo Argentino A. Debutó el 30 de enero en la victoria 2-0 sobre Tiro Federal. En su primera temporada disputó 19 encuentros.
En su segundo torneo jugó 31 partidos, siendo expulsado una vez el 17 de noviembre, partido en el que el conjunto santafesino perdió 3-0 contra Tiro Federal.
Durante la última parte de 2014, Sand atajó en 16 encuentros, logrando consolidarse en el arco aurinegro.

### Gimnasia y Tiro de Salta
Luego de su gran paso por Libertad de Sunchales, Sand llegó a Salta para jugar en uno de los equipos más importantes de la provincia, Gimnasia y Tiro. Debutó el 10 de abril de 2015 en la victoria por 1-0 sobre Altos Hornos Zapla. Durante los primeros 5 partidos que jugó el correntino, Darío mantuvo la valla invicta.
En el siguiente torneo, el transición, Sand jugó 12 partidos con el conjunto salteño. Ya su último año disputó 28 encuentros, llamando la atención de varios equipos del país.

### Agropecuario
En 2017 tendría la posibilidad de jugar en la Primera B Nacional por primera vez en su carrera, ya que Agropecuario lo contrató.
Su debut llegaría 2 años después, el 1 de octubre de 2019, en la derrota 1-0 frente a Deportivo Morón. El arquero disputó durante ese torneo otros 8 partidos.

## Estadísticas

### Clubes
Actualizado de acuerdo al último partido jugado el 17 de agosto de 2025.
| Club                            | Div.          | Temporada     | Liga  | Liga  | Liga  | Copas nacionales | Copas nacionales | Copas nacionales | Torneos internacionales | Torneos internacionales | Torneos internacionales | Total | Total | Total |
| Club                            | Div.          | Temporada     | Part. | G. R. | V. I. | Part.            | G. R.            | V. I.            | Part.                   | G. R.                   | V. I.                   | Part. | G. R. | V. I. |
| ------------------------------- | ------------- | ------------- | ----- | ----- | ----- | ---------------- | ---------------- | ---------------- | ----------------------- | ----------------------- | ----------------------- | ----- | ----- | ----- |
| C. A. Huracán (TA) Argentina    | 3.ª           | 2009-10       | 4     | 6     | 1     | —                | —                | —                | —                       | —                       | —                       | 4     | 6     | 1     |
| C. A. Huracán (TA) Argentina    | Total club    | Total club    | 4     | 6     | 1     | 0                | 0                | 0                | 0                       | 0                       | 0                       | 4     | 6     | 1     |
| Deportivo Roca Argentina        | 4.ª           | 2010-11       | 30    | 30    | 8     | —                | —                | —                | —                       | —                       | —                       | 30    | 30    | 8     |
| Deportivo Roca Argentina        | 4.ª           | 2011-12       | 42    | 55    | 11    | 3                | 2                | 2                | —                       | —                       | —                       | 45    | 57    | 13    |
| Deportivo Roca Argentina        | 4.ª           | 2012-13       | 14    | 7     | 8     | 1                | 2                | 0                | —                       | —                       | —                       | 15    | 9     | 8     |
| Deportivo Roca Argentina        | Total club    | Total club    | 86    | 92    | 27    | 4                | 4                | 2                | 0                       | 0                       | 0                       | 90    | 96    | 29    |
| Libertad de Sunchales Argentina | 3.ª           | 2012-13       | 19    | 18    | 5     | —                | —                | —                | —                       | —                       | —                       | 19    | 18    | 5     |
| Libertad de Sunchales Argentina | 3.ª           | 2013-14       | 31    | 28    | 12    | 2                | 2                | 1                | —                       | —                       | —                       | 33    | 30    | 13    |
| Libertad de Sunchales Argentina | 3.ª           | 2014          | 16    | 20    | 5     | —                | —                | —                | —                       | —                       | —                       | 16    | 20    | 5     |
| Libertad de Sunchales Argentina | Total club    | Total club    | 66    | 66    | 22    | 2                | 2                | 1                | 0                       | 0                       | 0                       | 68    | 68    | 23    |
| Gimnasia y Tiro (S) Argentina   | 3.ª           | 2015          | 32    | 19    | 19    | —                | —                | —                | —                       | —                       | —                       | 32    | 19    | 19    |
| Gimnasia y Tiro (S) Argentina   | 3.ª           | 2016          | 12    | 13    | 6     | 3                | 3                | 1                | —                       | —                       | —                       | 15    | 16    | 7     |
| Gimnasia y Tiro (S) Argentina   | 3.ª           | 2016-17       | 28    | 38    | 9     | 1                | 0                | 1                | —                       | —                       | —                       | 29    | 38    | 10    |
| Gimnasia y Tiro (S) Argentina   | Total club    | Total club    | 72    | 70    | 34    | 4                | 3                | 2                | 0                       | 0                       | 0                       | 76    | 73    | 36    |
| Agropecuario Argentina          | 2.ª           | 2017-18       | —     | —     | —     | —                | —                | —                | —                       | —                       | —                       | 0     | 0     | 0     |
| Agropecuario Argentina          | 2.ª           | 2018-19       | —     | —     | —     | —                | —                | —                | —                       | —                       | —                       | 0     | 0     | 0     |
| Agropecuario Argentina          | 2.ª           | 2019-20       | 9     | 9     | 3     | —                | —                | —                | —                       | —                       | —                       | 9     | 9     | 3     |
| Agropecuario Argentina          | 2.ª           | 2020          | —     | —     | —     | —                | —                | —                | —                       | —                       | —                       | 0     | 0     | 0     |
| Agropecuario Argentina          | 2.ª           | 2021          | 32    | 26    | 13    | —                | —                | —                | —                       | —                       | —                       | 32    | 26    | 13    |
| Agropecuario Argentina          | Total club    | Total club    | 41    | 35    | 16    | 0                | 0                | 0                | 0                       | 0                       | 0                       | 41    | 35    | 16    |
| San Martín (T) Argentina        | 2.ª           | 2022          | 23    | 15    | 14    | 1                | 2                | 0                | —                       | —                       | —                       | 24    | 17    | 14    |
| San Martín (T) Argentina        | 2.ª           | 2023          | 31    | 20    | 15    | —                | —                | —                | —                       | —                       | —                       | 31    | 20    | 15    |
| San Martín (T) Argentina        | 2.ª           | 2024          | 42    | 21    | 28    | 1                | 3                | 0                | —                       | —                       | —                       | 43    | 24    | 28    |
| San Martín (T) Argentina        | 2.ª           | 2025          | 26    | 19    | 13    | 2                | 3                | 1                | —                       | —                       | —                       | 28    | 22    | 14    |
| San Martín (T) Argentina        | Total club    | Total club    | 122   | 75    | 70    | 4                | 8                | 1                | 0                       | 0                       | 0                       | 126   | 83    | 71    |
| Total carrera                   | Total carrera | Total carrera | 391   | 344   | 170   | 14               | 17               | 6                | 0                       | 0                       | 0                       | 405   | 361   | 176   |
| 1. 2.                           |               |               |       |       |       |                  |                  |                  |                         |                         |                         |       |       |       |